# Стадион Детелинара
Стадион Детелинара је стадион који се углавном користи за фудбалске утакмице. Налази се на Детелинари у Новом Саду. На њему своје домаћинске утакмице игра новосадски клуб РФК Нови Сад 1921. Овај фудбалски клуб своје игралиште је добио 1966. године, фузијом са ФК Раднички Нови Сад и има капицитет од 1.200 места.